# Nerijus Barasa
Nerijus Barasa (Mažeikiai, 1º giugno 1978) è un ex calciatore lituano, di ruolo difensore.

## Carriera

### Nazionale
Il 4 luglio 2001 esordisce giocando contro l'Estonia (2-5).

## Palmarès

### Club

#### Competizioni nazionali
- Campionato lituano: 2

Kareda Šiauliai: 1996-1997
FBK Kaunas: 2000
- Coppa di Lituania: 1

Kareda Šiauliai: 1999
- Coppa di Scozia: 1

Hearts: 2005-2006